# Mark Bloom
Mark Bloom (Marietta, Georgia, Estados Unidos; 25 de noviembre de 1987) es un futbolista estadounidense retirado. Jugaba en la posición de defensa hasta su retiro en 2017.
Jugó 5 temporadas en la Major League Soccer, cuatro con el Toronto FC y la temporada debut del Atlanta United en 2017.

## Trayectoria

### Inicios
Bloom jugó al fútbol universitario para el Berry College entre el 2006 y 2009. Con los Berry Vikings Mark ayudó a establecer el récord de rendimiento de 48-26-5, ganó dos títulos de conferencia y anotó 13 goles.
Durante su etapa de universitario, Bloom jugó para los Atlanta Silverbacks sub-23 y los Southern California Seahorses de la USL Premier Development League.

### Profesional
Blom firmó su primer contrato profesional en el año 2010 con el AC St. Louis de la USSF Division 2 Professional League. Debutó el 10 de abril de 2010 en el primer encuentro de la historia del club contra los Carolina RailHawks. Blom fichó por los Charlotte Eagles de la USL Pro en la temporada 2011.
En el 2013 se unió al Atlanta Silverbacks de la NASL y el 12 de julio fue enviado a préstamo al Toronto FC. Debutó en la Major League Soccer el 14 de septiembre de 2013, donde jugó los 90 minutos en la derrota de visita ante los New York Red Bulls. El club extendió el préstamo de Mark y fichó permanentemente por el club en la temporada siguiente. Renovó su contrato con Toronto el 13 de enero de 2015.
El 25 de marzo de 2016 Bloom fue enviado a préstamo al club filial el Toronto FC II. Debutó en el segundo equipo el día siguiente en el empate 2-2 contra el New York Red Bulls II.

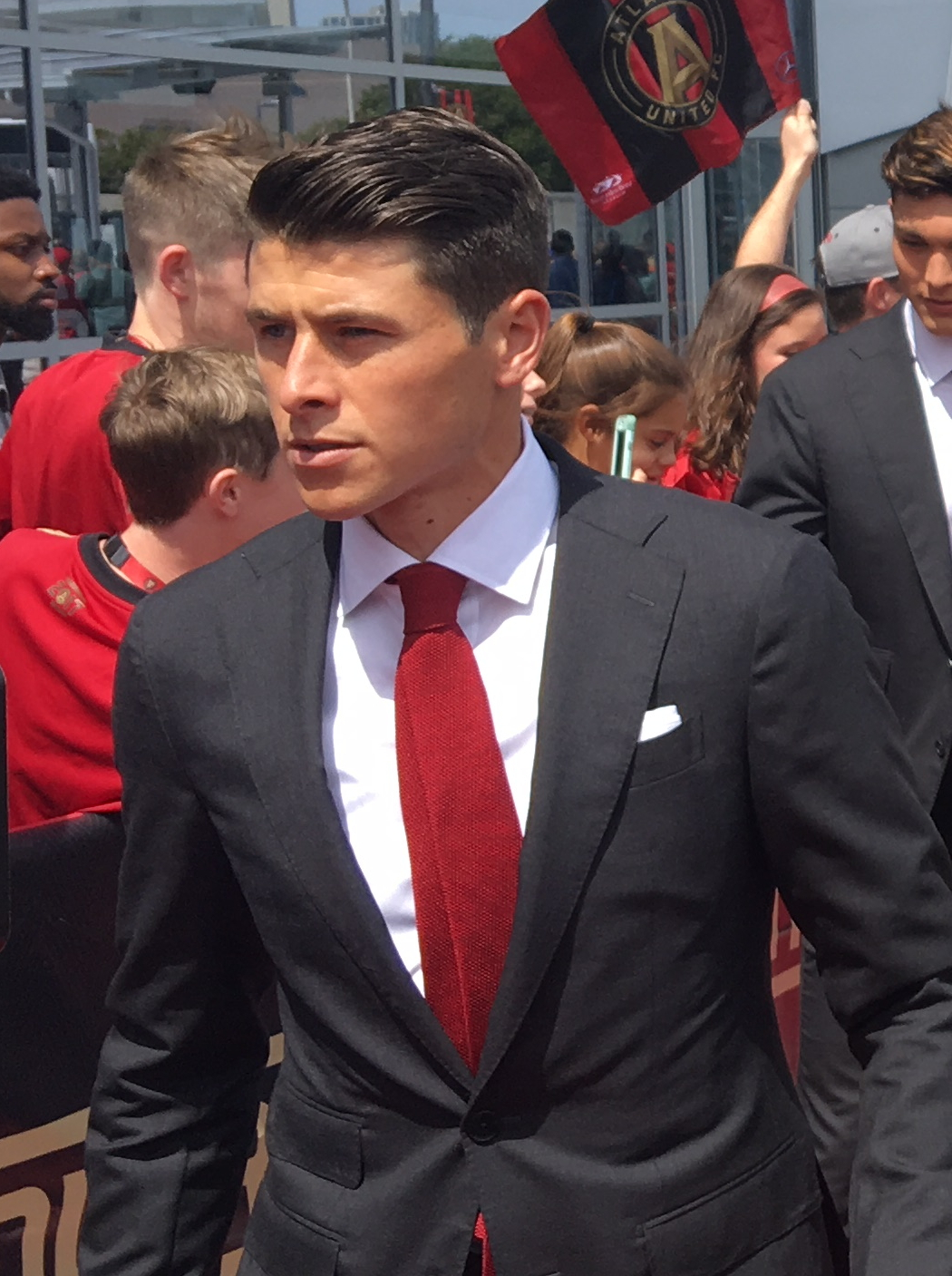
Mark Bloom en 2017

El 13 de diciembre de 2016 fue intercambiado al Atlanta United por Clint Irwin en el Draft de Expansión de la MLS 2016.
Al término de la temporada 2017 el contrato de Bloom con el club no fue renovado. Consecuentemente se retiró del fútbol para dedicarse como asesor financiero.

## Estadísticas
Último partido disputado el 29 de junio de 2017.
| AC St. Louis Estados Unidos |               |               |   |   |   |   |   |   |   |    |   |   |
| 3.ª | 2010          | 30            | 1 | 3 | 0 | - | - | - | - | 33 | 1 |   |
| Total club | Total club    | 30            | 1 | 3 | 0 | 0 | 0 | 0 | 0 | 33 | 1 |   |
| Charlotte Eagles Estados Unidos                                                                                                  |               |               |   |   |   |   |   |   |   |    |   |   |
| 2.ª | 2011          | 23            | 1 | 1 | 0 | - | - | - | - | 24 | 1 |   |
| 2.ª | 2012          | 21            | 0 | 3 | 0 | - | - | - | - | 24 | 0 |   |
| Total club | Total club    | 44            | 1 | 4 | 0 | 0 | 0 | 0 | 0 | 48 | 1 |   |
| Atlanta Silverbacks Estados Unidos                                                                                               |               |               |   |   |   |   |   |   |   |    |   |   |
| 4.ª | 2013          | 12            | 0 | 1 | 0 | - | - | - | - | 13 | 0 |   |
| Total club | Total club    | 12            | 0 | 1 | 0 | 0 | 0 | 0 | 0 | 13 | 0 |   |
| Toronto FC · Canadá |               |               |   |   |   |   |   |   |   |    |   |   |
| 1.ª | 2013          | 6             | 0 | 0 | 0 | - | - | - | - | 0  | 0 |   |
| 1.ª | 2014          | 26            | 0 | 0 | 0 | - | - | 3 | 0 | 0  | 0 |   |
| 1.ª | 2015          | 0             | 0 | 0 | 0 | - | - | - | - | 0  | 0 |   |
| 1.ª | 2016          | 7             | 0 | 0 | 0 | - | - | 2 | 0 | 0  | 0 |   |
| Total club | Total club    | 0             | 0 | 0 | 0 | 0 | 0 | 0 | 0 | 0  | 0 |   |
| Toronto FC II · Canadá |               |               |   |   |   |   |   |   |   |    |   |   |
| 2.ª | 2013          | 1             | 0 | - | - | - | - | - | - | 1  | 0 |   |
| 2.ª | 2016          | 2             | 0 | - | - | - | - | - | - | 2  | 0 |   |
| Total club | Total club    | 3             | 0 | 0 | 0 | 0 | 0 | 0 | 0 | 3  | 0 |   |
| Atlanta United Estados Unidos |               |               |   |   |   |   |   |   |   |    |   |   |
| 1.ª | 2017          | 2             | 0 | 2 | 0 | - | - | 0 | 0 | 4  | 0 |   |
| Total club | Total club    | 2             | 0 | 2 | 0 | 0 | 0 | 0 | 0 | 4  | 0 |   |
| Total carrera | Total carrera | Total carrera | 0 | 0 | 0 | 0 | 0 | 0 | 0 | 0  | 0 | 0 |
| (1) Incluye datos de la U.S. Open Cup. (2) Incluye datos del Campeonato Canadiense de Fútbol (2014) y Playoffs de la MLS (2016). |               |               |   |   |   |   |   |   |   |    |   |   |

## Palmarés

### Títulos nacionales
| Título                          | Club       | País   | Año  |
| ------------------------------- | ---------- | ------ | ---- |
| Campeonato Canadiense de Fútbol | Toronto FC | Canadá | 2016 |